# داريل مكلور
داريل مكلور (بالإنجليزية: Darrell McClure)‏ هو فنان قصص مصورة أمريكي، ولد في 25 فبراير 1903 في وكياه في الولايات المتحدة، وتوفي بنفس المكان في 27 فبراير 1987.